# Buchenavia pabstii
Buchenavia pabstii là một loài thực vật thuộc họ Combretaceae. Đây là loài đặc hữu của Brasil.